# Sturnira giannae
Sturnira giannae és una espècie de ratpenat de la família dels fil·lostòmids. Viu a Bolívia, el Brasil, l'Equador, la Guaiana Francesa, Guyana, el Perú, Surinam, Trinitat i Tobago i Veneçuela. És un ratpenat d'espatlles grogues (Sturnira) de mida mitjana, amb una llargada de 65-73 mm i un pes de 14-25,3 g. Tant el pelatge dorsal com el ventral són de color marró o marró rogenc. És un ratpenat frugívor que probablement habita tots els boscos de diferents tipus que es troben a la seva distribució tret dels boscos extremament secs i els que estan a altituds superiors a 2.000 msnm. Fou anomenat en honor de Gianna C. Velazco Kline, filla del primer autor de la seva descripció.